# Pointe de la Masse
Pour les articles homonymes, voir Masse (homonymie).
La pointe de la Masse est un sommet de France situé en Savoie, dans le massif de la Vanoise.

## Géographie
La montagne est située dans la vallée des Belleville, vallée latérale à celle de la Tarentaise, au-dessus des Menuires et de Val Thorens, deux stations de sports d'hiver. Culminant à 2 803 mètres d'altitude, elle est accessible par un sentier de randonnée sur son adret, par une piste carrossable sur son ubac ou encore en remontée mécanique par la télécabine de la Pointe de la Masse à partir de la station des Menuires au nord-est,. Elle domine plusieurs lacs : le lac Noir, le lac Longet et le lac Rond au nord, le lac du Lou au sud-est, le lac de la Masse, le Grand lac et le Petit lac de Montfiot au sud et le lac de la Montagnette au sud-ouest. La réserve naturelle nationale du Plan de Tuéda se trouve à ses pieds au nord-est.
La montagne est constituée de schistes houillers et conglomératiques plissés datant du Permien, le sommet en lui-même étant formé d'un anticlinal.

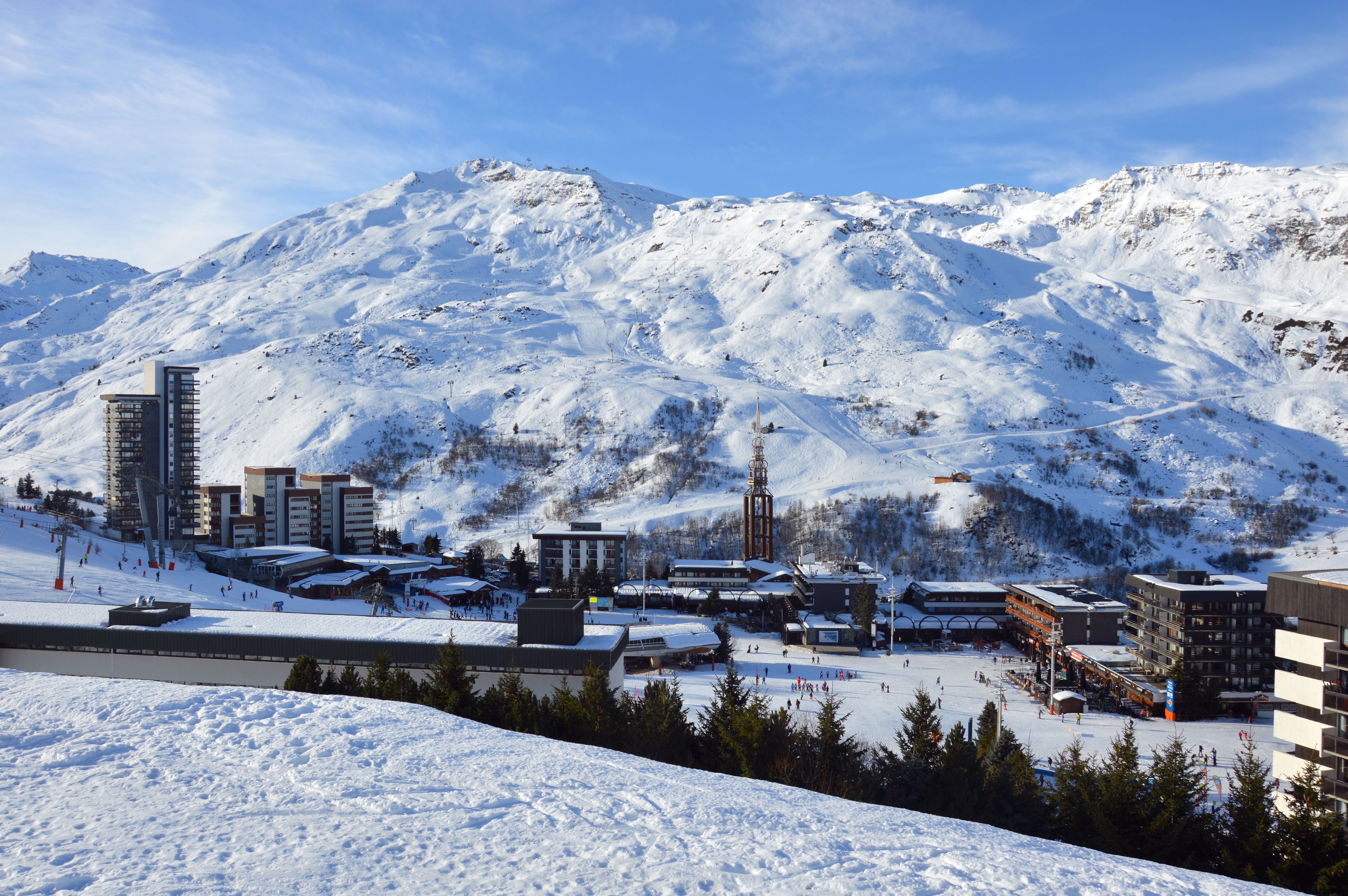
Les Menuires dominées par la pointe de la Masse en hiver.